# Vuelta al País Vasco 1997
La XXXVII Vuelta al País Vasco, disputada entre el 7 y el 11 de abril de 1997, estaba dividida en 5 etapas para un total de 859 km. El suizo Alex Zülle se impuso en la clasificación general. 

## Etapas
| Etapa   | Fecha                    | Recorrido                        | km    | Vencedor de la Etapa | Líder de la general |
| ------- | ------------------------ | -------------------------------- | ----- | -------------------- | ------------------- |
| 1.ª     | 7 de abril               | Legazpia > Legazpia              | 138   | Gabriele Missaglia   | Gabriele Missaglia  |
| 2.ª     | 8 de abril               | Legazpia > Viana                 | 209   | Laurent Jalabert     | Stephane Heulot     |
| 3.ª     | 9 de abril               | Viana > Vitoria                  | 197   | Stefano Zanini       | Stephane Heulot     |
| 4.ª     | 10 de abril              | Vitoria > Sopuerta               | 206   | Laurent Jalabert     | Laurent Jalabert    |
| 5.ª-1.ª | 11 de abril (1.º sector) | Sopuerta > Mondragón             | 97    | Stefano Zanini       | Laurent Jalabert    |
| 5.ª-2.ª | 11 de abril (2.º sector) | Fagor Gatza Gain > Gatzaga (CRI) | 12,5  | Alex Zülle           | Alex Zülle          |
| Totale  | Totale                   | Totale                           | 852,5 |                      |                     |

## Clasificación general
| Posición | Ciclista          | Equipo        | Tiempo      |
| -------- | ----------------- | ------------- | ----------- |
|          | Alex Zülle        | ONCE          | 22h 36' 40" |
| 2        | Laurent Jalabert  | ONCE          | a 32"       |
| 3        | Marco Pantani     | Mercatone Uno | a 44"       |
| 4        | Marcelino García  | ONCE          | a 1'01"     |
| 5        | Chris Boardman    | GAN           | a 1'16"     |
| 6        | Mikel Zarrabeitia | ONCE          | a 1'24"     |
| 7        | Luc Leblanc       | Team Polti    | a 1'33"     |
| 8        | Abraham Olano     | Banesto       | + 1'33"     |
| 9        | Gianni Faresin    | Mapei         | + 1'35"     |
| 10       | Pascal Hervé      | Festina       | + 1'39"     |